# Anodendron
Anodendron es un género de fanerógamas de la familia Apocynaceae. Contiene 38 especies.
Es originario de las regiones tropicales y subtropicales de Asia.

## Taxonomía
El género  fue descrito por Alphonse Pyrame de Candolle y publicado en Prodromus Systematis Naturalis Regni Vegetabilis 8: 443. 1844.

## Especies seleccionadas
- Anodendron affine Druce
- Anodendron axillare Merr.
- Anodendron benthamianum Hemsl.
- Anodendron borneense (King & Gamble) D.J.Middleton
- Anodendron candolleanum Wight